# Färöischer Fußballpokal 2006
Der Färöische Fußballpokal 2006, ebenfalls bekannt als Løgmanssteypið 2006, fand zwischen dem 18. März und 14. Oktober 2006 statt und wurde zum 52. Mal ausgespielt. Im Endspiel, welches im Gundadalur-Stadion in Tórshavn auf Kunstrasen ausgetragen wurde, siegte B36 Tórshavn mit 2:1 gegen KÍ Klaksvík und konnte den Pokal somit zum fünften Mal gewinnen. Zudem nahm B36 Tórshavn dadurch an der 1. Qualifikationsrunde zum UEFA-Pokal 2007/08 teil.
B36 Tórshavn und KÍ Klaksvík belegten in der Meisterschaft die Plätze drei und vier. Titelverteidiger GÍ Gøta schied hingegen im Viertelfinale aus.

## Teilnehmer
Teilnahmeberechtigt waren die 20 A-Mannschaften der vier färöischen Ligen bis auf Undrið FF, die sich aufgrund der erst in diesem Jahr erfolgten Gründung nicht mehr fristgerecht für den Wettbewerb einschreiben konnten. Im Einzelnen teilgenommen haben folgende Mannschaften:
| Formuladeildin | 1. Deild                                                                          | 2. Deild                  | 3. Deild   |
| B36 Tórshavn B68 Toftir EB/Streymur GÍ Gøta HB Tórshavn ÍF Fuglafjørður KÍ Klaksvík NSÍ Runavík Skála ÍF VB/Sumba | AB Argir B71 Sandur FS Vágar 2004 LÍF Leirvík Royn Hvalba SÍ Sørvágur TB Tvøroyri | Fram Tórshavn MB Miðvágur | NÍF Nólsoy |

## Modus
Sämtliche Erstligisten sowie zwei ausgeloste Zweitligisten waren für die 2. Runde gesetzt. Die verbliebenen Mannschaften spielten in einer Runde die restlichen vier Teilnehmer aus. Alle Runden wurden im K.-o.-System ausgetragen.

## 1. Runde
Die Partien der 1. Runde fanden am 18. März statt.
|               | Ergebnis     |             |
| ------------- | ------------ | ----------- |
| Fram Tórshavn | 14:1 (1:0) 1 | NÍF Nólsoy  |
| FS Vágar 2004 | 1:2 (0:0)    | AB Argir    |
| SÍ Sørvágur   | 1:0 (0:0)    | MB Miðvágur |
| TB Tvøroyri   | 3:1 (1:0)    | Royn Hvalba |

## 2. Runde
Die Partien der 2. Runde fanden am 25. März statt.
|              | Ergebnis                         |                 |
| ------------ | -------------------------------- | --------------- |
| B36 Tórshavn | 5:0 (2:0)                        | TB Tvøroyri     |
| B68 Toftir   | 1:1 n. V. (1:1, 1:0) (4:3 i. E.) | ÍF Fuglafjørður |
| EB/Streymur  | 3:2 (2:0)                        | B71 Sandur      |
| GÍ Gøta      | 4:1 (2:1)                        | LÍF Leirvík     |
| HB Tórshavn  | 14:1 (2:1) 1                     | VB/Sumba        |
| KÍ Klaksvík  | w/o 2                            |                 |
| SÍ Sørvágur  | 1:4 (0:0)                        | NSÍ Runavík     |
| Skála ÍF     | 2:1 n. V. (1:1, 0:0)             | AB Argir        |

## Viertelfinale
Die Viertelfinalpartien fanden am 25. Mai und 13. September statt.
|             | Ergebnis             |              |
| ----------- | -------------------- | ------------ |
| B68 Toftir  | 0:1 (0:1)            | B36 Tórshavn |
| KÍ Klaksvík | 4:2 n. V. (2:2, 1:0) | GÍ Gøta      |
| Skála ÍF    | 1:0 (1:0)            | NSÍ Runavík  |
| EB/Streymur | 16:2 (4:0) 1         | HB Tórshavn  |

## Halbfinale
Die Hinspiele im Halbfinale fanden am 20. September statt, die Rückspiele am 27. September.
|             | Gesamt          |              | Hinspiel  | Rückspiel            |
| ----------- | --------------- | ------------ | --------- | -------------------- |
| EB/Streymur | 1:1 (4:5 i. E.) | B36 Tórshavn | 1:0 (1:0) | 0:1 n. V. (0:1, 0:1) |
| Skála ÍF    | 0:5             | KÍ Klaksvík  | 0:3 (0:2) | 0:2 (0:1)            |

## Finale
| Paarung        | B36 Tórshavn – KÍ Klaksvík |
| Ergebnis       | 2:1 (1:0) |
| Datum          | 14. Oktober 2006 |
| Stadion        | Gundadalur, Tórshavn |
| Schiedsrichter | Dagfinn Olsen (Runavík) |
| Tore           | 1:0 Fróði Benjaminsen (45., Elfmeter) 1:1 Atli Danielsen (48., Elfmeter) 2:1 Sylla Amed Davy (84.) |
| B36 Tórshavn   | Jákup Mikkelsen – Kenneth Jacobsen, Herbert í Lon Jacobsen – Alex José dos Santos, Hanus Thorleifsson, Fróði Benjaminsen, Johan V. Gunnarsson, Klæmint Matras , Bergur Midjord (85. Bárður H. Joensen) – Niels Joensen, Sylla Amed Davy Cheftrainer: Sigfríður S. Clementsen |
| KÍ Klaksvík    | Meinhard Joensen – Jan Andreasen, Sinisa Jovanovic (66. Høgni Madsen) – Símun Joensen, Atli Danielsen, Marek Wierzbicki (89. Erling Fles), Kristoffur Jakobsen – Christian Lundberg, Hjalgrím Elttør, Heðin á Lakjuni , Paul Clapson Cheftrainer: Tony Paris ( England)      |
| Gelbe Karten   | Bergur Midjord, Fróði Benjaminsen – Marek Wierzbicki |

## Torschützenliste
Bei gleicher Anzahl von Treffern sind die Spieler nach dem Nachnamen alphabetisch geordnet.
| Platz | Spieler                  | Verein       | Tore |
| ----- | ------------------------ | ------------ | ---- |
| 1     | Fróði Benjaminsen        | B36 Tórshavn | 04   |
| 1     | Hans Pauli Samuelsen     | EB/Streymur  | 04   |
| 3     | Sylla Amed Davy          | B36 Tórshavn | 03   |
| 3     | Arnbjørn T. Hansen       | EB/Streymur  | 03   |
| 3     | Christian Høgni Jacobsen | NSÍ Runavík  | 03   |
| 3     | Sinisa Jovanovic         | KÍ Klaksvík  | 03   |
| 7     | Jákup á Borg             | HB Tórshavn  | 02   |
| 7     | Hans Jørgin Djurhuus     | GÍ Gøta      | 02   |
| 7     | Kristoffur Jakobsen      | KÍ Klaksvík  | 02   |
| 7     | Sámal Joensen            | GÍ Gøta      | 02   |
| 7     | Allan Mørkøre            | AB Argir     | 02   |
| 7     | Clayton Nascimento       | B71 Sandur   | 02   |
| 7     | Rasmus Nolsøe            | HB Tórshavn  | 02   |